# Сухоран
Сухоран — талисман зимних Олимпийских Игр 2018-го года, прошедших в Южной Корее. Сухоран вляется белым тигром, который на протяжении долгих лет считается животным-хранителем Южной Кореи. Название происходит от корейских слов «сухо» (수호) — защита, и «хораньи» (호랑이) — тигр.